# Strilkî, Peremîșleanî
Strilkî (în ucraineană Стрілки) este localitatea de reședință a comunei Strilkî din raionul Peremîșleanî, regiunea Liov, Ucraina.

## Demografie
Componența lingvistică a localității Strilkî
     Ucraineană (100%)
Conform recensământului din 2001, toată populația localității Strilkî era vorbitoare de ucraineană (100%).